# Неопатрійське герцогство
Неопатрійське герцогство (кат. Ducat de Neopàtria; грец. Δουκάτο Νέων Πατρών; лат. Ducatus Neopatriae) — каталонська держава в південній Фессалії, з центром в місті Неапатри (сучасне Іпаті), заснована в 1319 році. Будучи офіційно частиною Арагонської корони, герцогство керувалося спільно з сусіднім Афінським герцогством місцевою каталонською аристократією, яка користувалася значним ступенем самоврядування. З середини XIV століття герцогство вступило в період занепаду: більша частина фессалійських володінь була втрачена на користь Сербського царства, в державі почались внутрішні конфлікти, а також з'явилась загроза з боку турецького піратства в Егейському морі та початок османської експансії на Балканах. Ослаблені цими факторами, каталонські володіння були захоплені флорентійським авантюристом Неріо I Аччаюолі протягом періоду 1385—1390 років.

## Історія
Коли грецький правитель Фессалії Іоанн II Дука помер у 1318 році без спадкоємця, його володіння потрапили в період анархії. Альмогавари (найманці) Каталонської компанії, які нещодавно захопили більшу частину Афінського герцогства на півдні Фессалії, скористались цією ситуацією для просування на північ. Керовані Альфонсо Фадріке, каталонці взяли Неопатрію в 1319 році, і до 1325 року захопили Зейтуні, Лідоріки, Сідерокастрон та Вітриницю, так само, як — ймовірно, ненадовго — Домокос, Гардики та Фарсалу. Центральна та північна частина Фессалії залишалася в грецьких руках під низкою місцевих магнатів, деякі з них, як Стефан Гаврилопул із Трикали, визнавали візантійський сюзеренітет; інші, однак, як родина Маласенів з Волоса, звернулися до каталонців за підтримкою.
Грецькі правителі Фессалії давно, але помилково, були відомі як «герцоги Неопатрії» у західноєвропейських джерелах через їхню столицю, сучасне село Іпаті; це було наслідком плутанини з прізвищем Дука, яке західні джерела неправильно сприймали як титул «герцога». В результаті територія, завойована каталонцями в Фессалії, була організована як «герцогство Неопатрія» і була поділена на п'ять капітанств. Каталонці обрали інфанта Манфреда, сина короля Сицилії Фредеріка III, в якості свого герцога, але фактичну владу мали місцевий представник герцога, генерал-вікарій, та маршал (mariscalus exercitus ducatuum), обраний главою Компанії.
Більшість володінь герцогства у Фессалії були втрачені, коли регіон завоювали серби Стефана Душана в 1348 році, але Неопатрія та область навколо неї залишилися в руках каталонців. У 1377 році титул герцога Афінського і Неопатрії взяв Педро IV Арагонський. Він зберігся серед додаткових титулів його наступників і регулярно включався до повного титулу іспанських монархів принаймні до моменту захоплення іспанської корони Бурбонами.
У 1378–79 каталонці втратили більшу частину своїх володінь у Беотії Наваррійській компанії, тоді як з півдня амбітний флорентійський авантюрист Неріо Аччаюолі, володар Коринфу, захопив Мегару в 1374 році і почав тиснути на Афіни. До 1380 року каталонці залишилися лише з двома столицями, Афінами та Неопатрією, а також Салонським графством. Афіни потрапили до Аччаюолі в 1388 році, а в 1390 році він захопив і Неопатрію. З чого часу він міг похизуватися титулом «Володар Коринфу, герцогства Афінського та Неопатрії», але його торжество було недовгим: у 1393/4 турки-османи завоювали Неопатрію та всю долину річки Сперхіос.
В церковному сенсі герцогство в основному належало до латинського архієпископства Неопатрії (L'Arquebisbat de la pàtria) що мала один вікаріат Зейтуні (Ламія). Серед каталонських архієпископів був і Феррер д'Абелла, який намагався перевести себе на західноєвропейський престол.

## Герцоги Неопатрії
- Гільом (1319—1338)
- Джованні (1338—1348)
- Федеріго I (1348—1355)
- Фредеріго II (1355—1377)
- Марія (1377—1379)
- Педро (1379—1387)

## Генерали-вікарії
Генерали-вікарії виступали місцевими представниками герцогів і були намісниками герцогства-близнюка, спочатку Корони Сицилії, а після 1379 року Арагонської Корони:
- Альфонсо Фадріке (1319 — прибл. 1330)[13]
- Одо Новельський, можливо, призначений pro tempore для ведення війни проти Готьє VI де Бріенна в 1331 році[14]
- Ніколас Лянча (прибл. 1331–1335)[14]
- Раймон Бернарді (1354—1356)[15]
- Гонсалво Хіменес Аренійський (1359)[16]
- Матвій з Монкади (1359—1361)[16]
- П'єр де Пу (1361—1362)[16]
- Роджер де Лурія (1362—1369/70) де-факто, невизнаний до 1366 року[17]
- Гонсалво Хіменес Аренійський (1362—1363) невизначено[16]
- Матвій з Монкади (1363—1366), лише де-юре[16]
- Матвій з Перальти (1370—1374)[18]
- Луїс Фадріке (1375—1381)[18]
- Філіп Далмау, віконт Рокаберті (1379—1386, де-факто лише на час його перебування в Греції в 1381—1382)[19]
  - Реймонд де Віланова (1382—1386) заступник Філіпа Далмау після його відбуття з Греції[20]
- Бернард Корнелла (1386—1387), ніколи не був у Греції[21]
- Філіп Далмау, віконт Рокаберті (1387—1388)[22]
  - П'єр де Пу (1386—1388), заступник Бернарда Корнелли та Філіпа Далмау в Греції до взяття Афін Неріо Аччаюолі[23]